# 小行星27966
小行星27966（27966 Changguang）是一颗绕太阳运转的小行星，为主小行星带小行星。该小行星于1997年9月19日发现。

## 轨道参数
小行星27966的轨道半长轴为435 463 818 km，2.9108544 UA，离心率为0.214。